# Samuel Gustafson
Samuel Gustafson (Mölndal, 11 gennaio 1995) è un calciatore svedese, centrocampista degli Urawa Reds.

## Biografia
Samuel ha un fratello gemello, Simon Gustafson, anch'egli calciatore.

## Carriera

### Club
I gemelli Gustafson sono usciti dal vivaio del Fässbergs IF, con la cui formazione Under-18 vincono la Gothia Cup nel 2012, un torneo internazionale di calcio giovanile che si tiene ogni anno a Göteborg. Entrambi con il Fässbergs IF muovono i primi passi anche a livello senior nelle serie minori, così come insieme approdano all'Häcken nel gennaio 2013.
Proprio con la maglia dell'Häcken, Samuel Gustafson fa il suo debutto in Allsvenskan il 23 giugno 2013, nel corso della vittoria esterna sul campo dell'Halmstad. In quell'occasione, dopo essere subentrato a René Makondele al 77' minuto, realizza anche un gol tre minuti più tardi per il definitivo 0-2. Nel febbraio 2015 estende il suo contratto fino al termine della stagione 2015, accordo poi rinnovato nel marzo 2016 per un ulteriore anno rispetto alla precedente scadenza.
Nell'agosto 2016 viene ufficializzato il suo acquisto da parte del Torino per una cifra vicina ai 600.000 euro. Debutta in maglia granata il 29 novembre 2016 nella partita di Coppa Italia contro il Pisa, valida per i sedicesimi di finale della competizione. Nel match si distingue per l'assist a Lucas Boyé nel gol del 3-0. La sua prima partita di serie A con la maglia del Torino è Torino-Pescara, del 12 febbraio 2017, vinta dai granata per 5-3.
Il 24 gennaio 2018 passa a titolo temporaneo al Perugia.
Il 7 luglio successivo si trasferisce in prestito secco al Verona. Il 17 febbraio 2019 segna la sua prima rete con la maglia degli scaligeri, nella vittoria esterna per 2-1 contro lo Spezia.
Terminato il prestito a Cremona viene ceduto a titolo definitivo alla Cremonese.
Il 9 luglio 2021 torna in patria firmando per l'Häcken. Prima dell'inizio dell'Allsvenskan 2022 viene eletto nuovo capitano a seguito del ritiro di Rasmus Lindgren. Durante l'estate, a campionato in corso, si ricompone la coppia con il fratello Simon, ritornato in giallonero a parametro zero. Quella stagione dell'Häcken si conclude con il primo storico titolo nazionale per il club.
Il 29 dicembre 2023 viene annunciato il trasferimento a titolo definitivo di Gustafson agli Urawa Reds, nella J1 League, a partire dall'annata 2024.

### Nazionale
Ha giocato nella nazionale svedese Under-21.
L'8 novembre 2022 viene convocato per la prima volta in nazionale maggiore, con cui esordisce 8 giorni dopo nell'amichevole vinta per 2-1 contro il Messico.

## Statistiche

### Presenze e reti nei club
Statistiche aggiornate al 26 maggio 2024.
| Stagione         | Squadra          | Campionato       | Campionato | Campionato | Coppe nazionali | Coppe nazionali | Coppe nazionali | Coppe continentali | Coppe continentali | Coppe continentali | Altre coppe | Altre coppe | Altre coppe | Totale | Totale |
| Stagione         | Squadra          | Comp             | Pres       | Reti       | Comp            | Pres            | Reti            | Comp               | Pres               | Reti               | Comp        | Pres        | Reti        | Pres   | Reti   |
| ---------------- | ---------------- | ---------------- | ---------- | ---------- | --------------- | --------------- | --------------- | ------------------ | ------------------ | ------------------ | ----------- | ----------- | ----------- | ------ | ------ |
| 2013             | Häcken           | A                | 2          | 0          | CS              | 3               | 2               | UEL                | 0                  | 0                  | -           | -           | -           | 5      | 2      |
| 2014             | Häcken           | A                | 21         | 3          | CS              | 6               | 1               | -                  | -                  | -                  | -           | -           | -           | 27     | 4      |
| 2015             | Häcken           | A                | 27         | 5          | CS              | 6               | 0               | -                  | -                  | -                  | -           | -           | -           | 33     | 5      |
| apr.-ago. 2016   | Häcken           | A                | 17         | 3          | CS              | 0               | 0               | UEL                | 2                  | 0                  | -           | -           | -           | 19     | 3      |
| Totale Häcken    | Totale Häcken    | Totale Häcken    | 67         | 11         |                 | 15              | 3               |                    | 2                  | 0                  |             | -           | -           | 84     | 14     |
| 2016-2017        | Torino           | A                | 5          | 0          | CI              | 1               | 0               | -                  | -                  | -                  | -           | -           | -           | 6      | 0      |
| 2017-gen. 2018   | Torino           | A                | 4          | 0          | CI              | 1               | 0               | -                  | -                  | -                  | -           | -           | -           | 5      | 0      |
| Totale Torino    | Totale Torino    | Totale Torino    | 9          | 0          |                 | 2               | 0               |                    | -                  | -                  |             | -           | -           | 11     | 0      |
| gen.-giu. 2018   | Perugia          | B                | 20+1       | 1          | CI              | 0               | 0               | -                  | -                  | -                  | -           | -           | -           | 21     | 1      |
| 2018-2019        | Verona           | B                | 26+5       | 1          | CI              | 2               | 0               | -                  | -                  | -                  | -           | -           | -           | 33     | 1      |
| 2019-2020        | Cremonese        | B                | 19         | 0          | CI              | 0               | 0               | -                  | -                  | -                  | -           | -           | -           | 19     | 0      |
| 2020-2021        | Cremonese        | B                | 33         | 0          | CI              | 2               | 0               | -                  | -                  | -                  | -           | -           | -           | 35     | 0      |
| Totale Cremonese | Totale Cremonese | Totale Cremonese | 52         | 0          |                 | 2               | 0               |                    | -                  | -                  |             | -           | -           | 54     | 0      |
| ago.-nov. 2021   | Häcken           | A                | 4          | 0          | -               | -               | -               | -                  | -                  | -                  | -           | -           | -           | 4      | 0      |
| 2022             | Häcken           | A                | 28         | 1          | CS              | 1               | 0               | -                  | -                  | -                  | -           | -           | -           | 29     | 1      |
| 2023             | Häcken           | A                | 29         | 1          | CS              | 6               | 1               | UCL+UEL            | 4+10               | 0+1                | -           | -           | -           | 49     | 3      |
|                  |                  |                  | 61         | 2          |                 | 7               | 1               |                    | 14                 | 1                  |             | -           | -           | 82     | 4      |
| 2024             | Urawa Reds       | J1               | 14         | 2          | CI+CdL          | 0+1             | 0               | -                  | -                  | -                  | -           | -           | -           | 15     | 2      |
| Totale carriera  | Totale carriera  | Totale carriera  | 249+6      | 17         |                 | 27              | 4               |                    | 16                 | 1                  |             | -           | -           | 296    | 22     |

### Cronologia presenze e reti in nazionale
| Cronologia completa delle presenze e delle reti in nazionale ― Svezia | Cronologia completa delle presenze e delle reti in nazionale ― Svezia | Cronologia completa delle presenze e delle reti in nazionale ― Svezia | Cronologia completa delle presenze e delle reti in nazionale ― Svezia | Cronologia completa delle presenze e delle reti in nazionale ― Svezia | Cronologia completa delle presenze e delle reti in nazionale ― Svezia | Cronologia completa delle presenze e delle reti in nazionale ― Svezia | Cronologia completa delle presenze e delle reti in nazionale ― Svezia |
| Data                                                                  | Città                                                                 | In casa                                                               | Risultato                                                             | Ospiti                                                                | Competizione                                                          | Reti                                                                  | Note                                                                  |
| --------------------------------------------------------------------- | --------------------------------------------------------------------- | --------------------------------------------------------------------- | --------------------------------------------------------------------- | --------------------------------------------------------------------- | --------------------------------------------------------------------- | --------------------------------------------------------------------- | --------------------------------------------------------------------- |
| 16-11-2022                                                            | Girona                                                                | Messico                                                               | 1 – 2                                                                 | Svezia                                                                | Amichevole                                                            | -                                                                     |                                                                       |
| 19-11-2022                                                            | Malmö                                                                 | Svezia                                                                | 2 – 0                                                                 | Algeria                                                               | Amichevole                                                            | -                                                                     | 68’                                                                   |
| 9-1-2023                                                              | Faro                                                                  | Svezia                                                                | 2 – 0                                                                 | Finlandia                                                             | Amichevole                                                            | -                                                                     | Cap. 82’                                                              |
| 12-1-2023                                                             | Faro                                                                  | Svezia                                                                | 2 – 1                                                                 | Islanda                                                               | Amichevole                                                            | -                                                                     | 77’                                                                   |
| 24-3-2023                                                             | Solna                                                                 | Svezia                                                                | 0 – 3                                                                 | Belgio                                                                | Qual. Euro 2024                                                       | -                                                                     | 62’                                                                   |
| 27-3-2023                                                             | Solna                                                                 | Svezia                                                                | 5 – 0                                                                 | Azerbaigian                                                           | Qual. Euro 2024                                                       | -                                                                     |                                                                       |
| 20-6-2023                                                             | Vienna                                                                | Austria                                                               | 2 – 0                                                                 | Svezia                                                                | Qual. Euro 2024                                                       | -                                                                     |                                                                       |
| 9-9-2023                                                              | Tallinn                                                               | Estonia                                                               | 0 – 5                                                                 | Svezia                                                                | Qual. Euro 2024                                                       | -                                                                     |                                                                       |
| 12-9-2023                                                             | Solna                                                                 | Svezia                                                                | 1 – 3                                                                 | Austria                                                               | Qual. Euro 2024                                                       | -                                                                     | 64’                                                                   |
| 12-10-2023                                                            | Solna                                                                 | Svezia                                                                | 3 – 1                                                                 | Moldavia                                                              | Amichevole                                                            | -                                                                     | 46’                                                                   |
| 16-11-2023                                                            | Baku                                                                  | Azerbaigian                                                           | 3 – 0                                                                 | Svezia                                                                | Qual. Euro 2024                                                       | -                                                                     | 60’                                                                   |
| 21-3-2024                                                             | Guimaraes                                                             | Portogallo                                                            | 5 – 2                                                                 | Svezia                                                                | Amichevole                                                            | -                                                                     | 70’                                                                   |
| 25-3-2024                                                             | Solna                                                                 | Svezia                                                                | 1 – 0                                                                 | Albania                                                               | Amichevole                                                            | -                                                                     | 63’                                                                   |
| Totale                                                                |                                                                       | Presenze                                                              | 13                                                                    |                                                                       | Reti                                                                  | 0                                                                     |                                                                       |

| Cronologia completa delle presenze e delle reti in nazionale ― Svezia under 21 | Cronologia completa delle presenze e delle reti in nazionale ― Svezia under 21 | Cronologia completa delle presenze e delle reti in nazionale ― Svezia under 21 | Cronologia completa delle presenze e delle reti in nazionale ― Svezia under 21 | Cronologia completa delle presenze e delle reti in nazionale ― Svezia under 21 | Cronologia completa delle presenze e delle reti in nazionale ― Svezia under 21 | Cronologia completa delle presenze e delle reti in nazionale ― Svezia under 21 | Cronologia completa delle presenze e delle reti in nazionale ― Svezia under 21 |
| Data                                                                           | Città                                                                          | In casa                                                                        | Risultato                                                                      | Ospiti                                                                         | Competizione                                                                   | Reti                                                                           | Note                                                                           |
| ------------------------------------------------------------------------------ | ------------------------------------------------------------------------------ | ------------------------------------------------------------------------------ | ------------------------------------------------------------------------------ | ------------------------------------------------------------------------------ | ------------------------------------------------------------------------------ | ------------------------------------------------------------------------------ | ------------------------------------------------------------------------------ |
| 27-3-2015                                                                      | Adalia                                                                         | Russia under 21                                                                | 0 – 4                                                                          | Svezia under 21                                                                | Amichevole                                                                     | -                                                                              | 67’                                                                            |
| 31-3-2015                                                                      | Oslo                                                                           | Norvegia under 21                                                              | 0 – 6                                                                          | Svezia under 21                                                                | Amichevole                                                                     | -                                                                              | 63’                                                                            |
| 16-6-2015                                                                      | Sollentuna                                                                     | Svezia under 21                                                                | 4 – 1                                                                          | Albania under 21                                                               | Amichevole                                                                     | 1                                                                              | 79’                                                                            |
| 27-3-2016                                                                      | Serravalle                                                                     | San Marino under 21                                                            | 0 – 2                                                                          | Svezia under 21                                                                | Qual. Europeo Under-21 2017                                                    | 1                                                                              | 68’                                                                            |
| 3-6-2016                                                                       | Uddevalla                                                                      | Svezia under 21                                                                | 3 – 2                                                                          | Georgia under 21                                                               | Qual. Europeo Under-21 2017                                                    | -                                                                              | 62’                                                                            |
| 1-9-2016                                                                       | Koprivnica                                                                     | Croazia under 21                                                               | 1 – 1                                                                          | Svezia under 21                                                                | Qual. Europeo Under-21 2017                                                    | -                                                                              | 62’                                                                            |
| Totale                                                                         |                                                                                | Presenze                                                                       | 6                                                                              |                                                                                | Reti                                                                           | 2                                                                              |                                                                                |

## Palmarès

### Club

#### Competizioni nazionali
- Coppa di Svezia: 1

Häcken: 2015-2016, 2022-2023
- Campionato svedese: 1

Häcken: 2022